# Schronisko turystyczne na Stecówce
Schronisko turystyczne na Stecówce – górskie schronisko turystyczne w Beskidzie Śląskim, na Stecówce. Obiekt położony jest przy  Głównym Szlaku Beskidzkim. Aktualnie nieczynne, trwa rozbudowa (stan na sierpień 2020).

## Historia
Budynek schroniska został wybudowany w 1934 przez Martę i Michała Legierskich. Był to obiekt piętrowy, drewniany, posadowiony na kamiennej podmurówce. Schronisko miało 47 miejsc noclegowych, z czego 20 na łóżkach. W obiekcie funkcjonowała stacja narciarsko-turystyczna krakowskiego Towarzystwa Krzewienia Narciarstwa.
W czasie II wojny światowej schronisko działało do 1942. Właściciele wspomagali ruch oporu, za co Michał Legierski trafił do obozu koncentracyjnego w Oświęcimiu. Do Stecówki powrócił w 1945. 
Po wojnie obiekt wznowił działalność. Był rozbudowywany w latach 60. XX wieku. Kolejna przebudowa rozpoczęła się po 2000 i jest nadal realizowana (2018). W jej ramach dobudowano m.in. nową murowaną część.

## Warunki pobytu
- 36 miejsc noclegowych w pokojach 2 i 3-osobowych z łazienkami oraz pokojach 4 i 8-osobowych,
- bufet,
- pełne wyżywienie.